# Tauentzienstraße
De Tauentzienstraße is een straat in de Duitse hoofdstad Berlijn, die bekendheid geniet vanwege de vestiging van het Kaufhaus des Westens en vele andere grote winkels. De ongeveer 500 meter lange straat verbindt de Breitscheidplatz met de Wittenbergplatz en vormt het begin van de zogenaamde Generalszug, een as van straten en pleinen die genoemd zijn naar personen en plaatsen die een rol speelden in de napoleontische bevrijdingsoorlog. De Tauentzienstraße, gelegen in de stadsdelen Charlottenburg (westelijk deel) en Schöneberg (oostelijk deel), dankt zijn naam sinds 1864 aan de Pruisische generaal Bogislav Friedrich Emanuel von Tauentzien (1760-1824).
De Tauentzienstraße kan beschouwd worden als het oostelijke verlengde van de Kurfürstendamm en is net als deze boulevard een geliefde winkelstraat. Oorspronkelijk was de Tauentzienstraße, die in 1890 flink verbreed werd, echter vooral residentieel van karakter. De ontwikkeling van de straat tot winkelpromenade zette pas goed in na de opening van het Kaufhaus des Westens, op de hoek van de Wittenbergplatz, in 1907. Na de Tweede Wereldoorlog ontwikkelde zich rond station Zoo een nieuw West-Berlijns stadscentrum, aangezien de oude binnenstad in Oost-Berlijn was komen te liggen. De Tauentzienstraße, gelegen in het hart van deze City-West, werd een van de drukste en duurste winkelgebieden van de stad.
Ter gelegenheid van het 750-jarig bestaan van Berlijn in 1987 presenteerde de Neuer Berliner Kunstverein het project Skulpturenboulevard Kurfürstendamm/Tauentzien, waarvoor diverse kunstenaars een aantal eigentijdse sculpturen creëerden. Op de middenberm van de Tauentzienstraße, waar ooit een trambaan lag, plaatste men nabij de kruising met de Nürnberger Straße het werk Berlin. De uit chroom en nikkel bestaande sculptuur van de hand van Brigitte en Martin Matschinsky-Denninghoff moest de deling van de stad symboliseren. Sinds de val van de Muur, twee jaar na de plaatsing van het beeld, is Berlin veeleer een symbool van de hereniging geworden.

## Fotogalerij

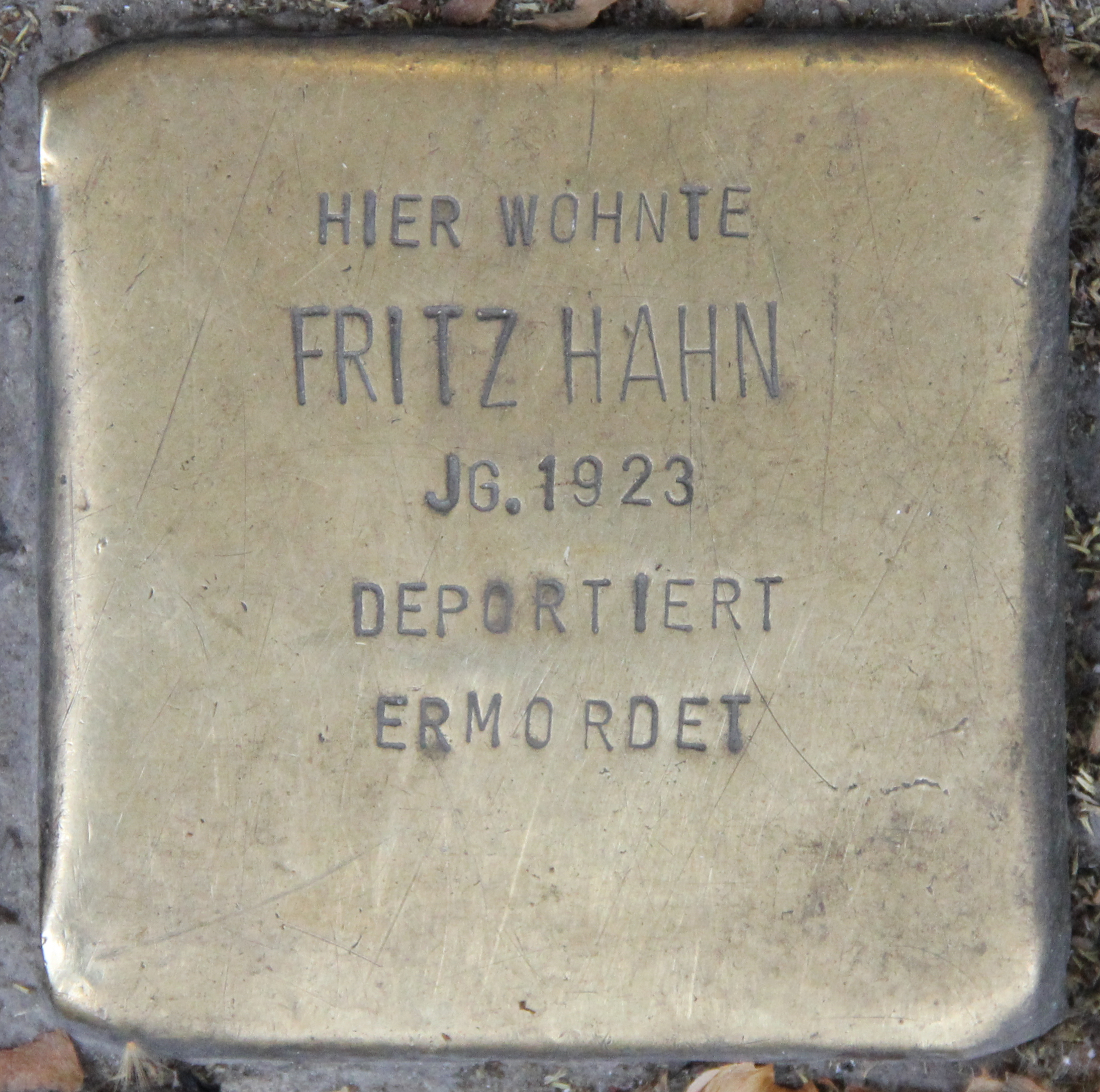
3 stolpersteine herinneren aan de familie Hahn
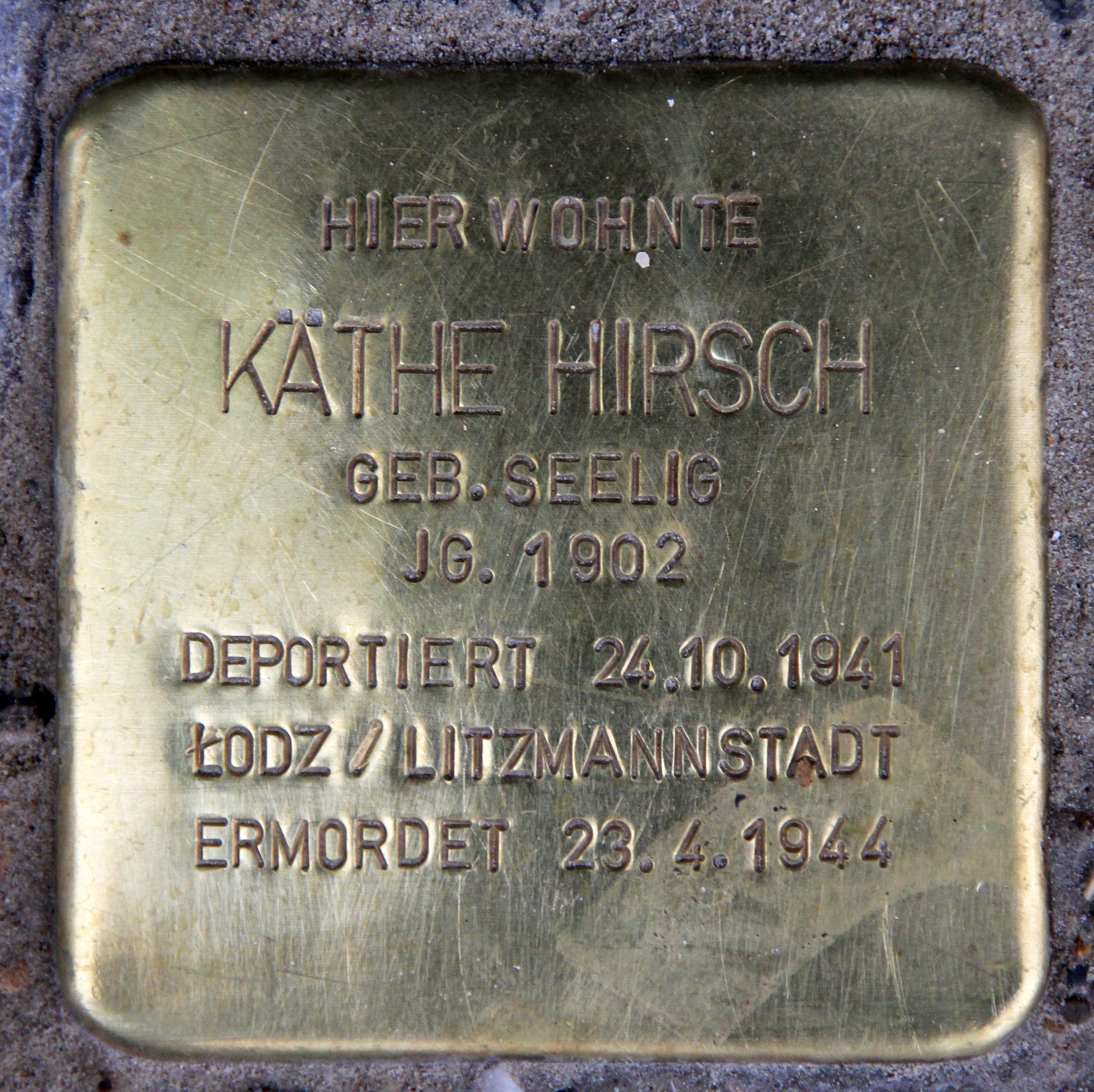
8 stolpersteine herinneren aan de familie Hirsch

Altonaer Straße · 
Amalienstraße · 
Bergmannstraße · 
Berliner Allee ·
Bernauer Straße · 
Bismarckstraße · 
Bornholmer Straße · 
Boxhagener Straße ·
Breite Straße ·
Brüderstraße ·
Brunnenstraße ·
Bülowstraße ·
Bundesallee ·
Danziger Straße ·
Eberswalder Straße ·
Ebertstraße ·
Fasanenstraße ·
Frankfurter Allee ·
Friedrichstraße ·
Gertraudenstraße ·
Greifswalder Straße ·
Halskestraße ·
Hardenbergstraße ·
Hauptstraße ·
Heerstraße ·
Hornstraße ·
Invalidenstraße ·
Judengasse ·
Kaiserdamm ·
Karl-Liebknecht-Straße ·
Karl-Marx-Allee ·
Karl-Marx-Straße ·
Kastanienallee ·
Klosterstraße ·
Kopenhagener Straße ·
Kopernikusstraße ·
Kurfürstendamm ·
Landsberger Allee ·
Lehrter Straße ·
Leipziger Straße ·
Majakowskiring ·
Mehringdamm ·
Mollstraße ·
Motzstraße ·
Mühlendamm · 
Oderberger Straße ·
Oranienburger Straße ·
Oranienstraße ·
Ostseestraße ·
Otto-Braun-Straße ·
Otto-Suhr-Allee ·
Potsdamer Straße ·
Prenzlauer Allee ·
Rathausstraße ·
Rheinstraße ·
Rigaer Straße ·
Rosa-Luxemburg-Straße ·
Rosenthaler Straße ·
Rykestraße ·
Samariterstraße · 
Scheidemannstraße · 
Schwedter Straße ·
Schönhauser Allee ·
Simon-Dach-Straße ·
Spandauer Straße ·
Sredzkistraße ·
Stralauer Allee ·
Straße des 17. Juni ·
Tauentzienstraße ·
Torstraße ·
Unter den Linden ·
Warschauer Straße ·
Wiesbadener Straße ·
Wilhelmstraße (Berlin-Mitte) ·
Wilhelmstraße (Berlin-Spandau)